# 乱交

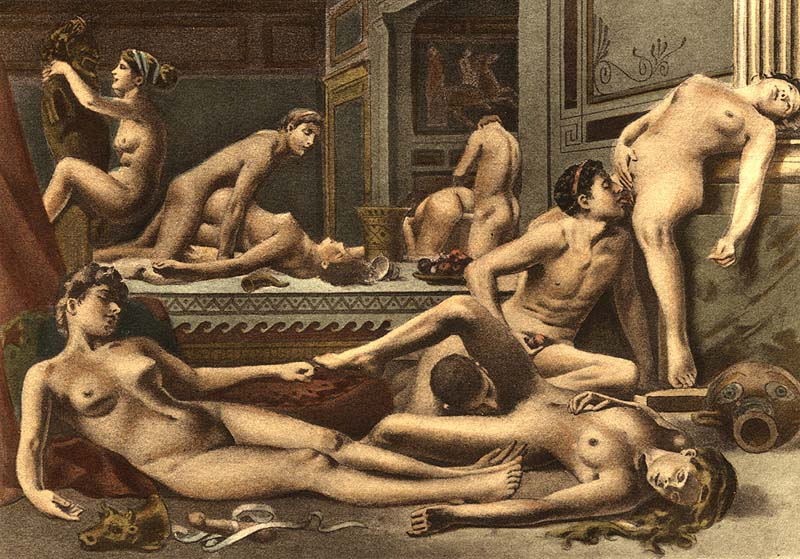
エドゥアール＝アンリ・アヴリルによる『西洋古典好色文学入門 (De figuris Veneris)』所収のオージーの場面、あるいは、オージーの空想を描いた挿画。

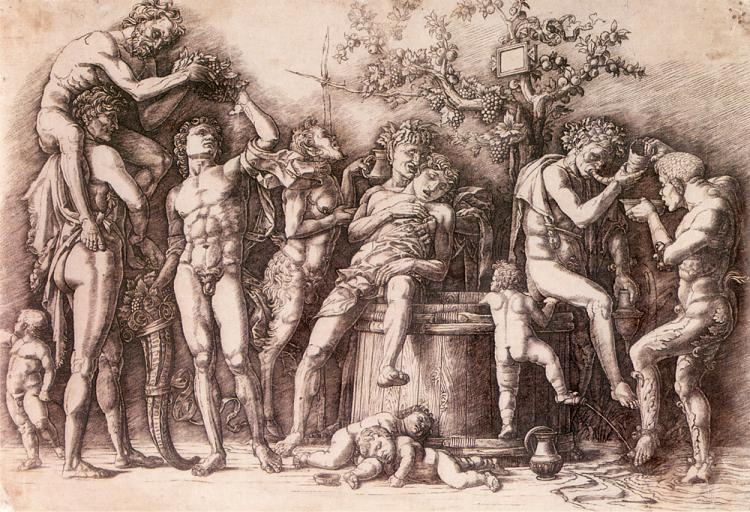
アンドレア・マンテーニャ『ワイン桶を囲むバックス祭 (Baccanale col tino)』（1475年ころ）。

乱交（らんこう）とは、ヒトを含めた動物の生殖行動において、特に交尾、交接をともなう場合に、行動の場を共有する不特定の相手との生殖行為がおこなわれる状況。
乱婚ともいう。昆虫の多くは乱交といわれ、ハサミムシについて詳しい報告があるほか、哺乳類でもニホンツキノワグマ、ニホンザルなどについて、観察される現象である。
交尾を伴わない魚類などの場合でも、特定のメスが様々なオスの縄張りを回って生殖するような場合を「乱交的 (promiscuous)」と表現することがある。
以下、この項目では、おもに人間の行為としての乱交についてのべる。

## 人間の乱交パーティー
参加者が自由に、制約なく性行為ができるような、あるいはグループセックスができるような、セックス・パーティーを、乱交パーティー（乱パ）、あるいは単に乱交という。
これは現代の用法における英語のオージー (orgy) に相当する。
乱交を、3人以上が関わるグループセックスと同義とする見方もあるが、例えばグループセックスの一形態とされる集団で場を共有するスワッピング行為であっても、相手が限られている場合は、乱交には当たらないとする見方もある。
スワッピング愛好者たちのパーティーは、参加者全員が顔見知りであったり、少なくとも何らかの共通性を、経済的階級や教育水準、その他共有する性格においてもっていることが多いため、オージーとされるような形態には該当するとは限らない。
彼らの中には、オージーとは、彼ら自身がおこなっていようなセックス・パーティーとは異なり、参加者の一定の匿名性が保たれ、完全な性的放縦がなされるものを指すのだと強く主張する者もいる。他の様々な「セックス・パーティー」も、このラベリングを嫌っている。
「orgy」という言葉は、比喩的な表現として、「orgy of colour」、「orgy of destruction」のように何かが過剰な状態を表す場合にも用いられる。「orgiastic」という形容詞の形では、通常はグループセックスを意味することはなく、語源となった古代におけるオルギアと結びついた意味、それに基づく比喩的な意味で、もっぱら用いられる。

### 古代における「オルギア」
オージーの語源となったのは、古代ギリシアにおける秘密の宗教儀式「オルギア」（古代ギリシア語: ὄργια、単数形はオルギオン、ὄργιον）である。
古代ギリシアの宗教において「オルギア」とは、ギリシア＝ヘレニズムの秘密宗教の特徴となっていた宗教的悦楽の儀式のことであった。公の場や、家庭内での宗教儀式と異なり、秘儀は一部の者にだけ参加が許された、「秘密」のものであった。そうした儀式の中には、夜におこなわれるものもあった。
「オルギア」はエレウシスの秘儀やディオニューソスの秘儀の一部となっていたほか、キュベレーにおいては狂乱したトランス状態の中で神官の去勢がおこなわれた。
オルギアは秘密のうちに、夜に行われ、記録も残されないという性格をもっていたため、好色な憶測を呼び、特にローマ人たちは疑念を抱き、紀元前186年には元老院がバックス信仰を抑えようと、「Senatus consultum de Bacchanalibus」を出した。「オルギア」には、セックスが関わっていたと広く考えられているが、性行為と豊穣が信仰の要であった当時、「オルギア」の主要な目的は、神とのエクスタシーを通した結合にあった。

### 日本における伝統的形態
日本では古来農村などで、盆祭りなどの祭りで年相応の男女がざこ寝という、一堂に泊まり込み乱交を行う風習も起こり、盆踊りとも結びつき広まり、ざこ寝堂はほとんど全国の農村には存在した。
明治時代にはしばしば風紀を乱すとして警察の取締りの対象となった。
盆踊りは未婚の男女の出会いの場にとどまらず、既婚者らの一時的な肉体関係をもつきっかけの場をも提供していた。

## 芸術における乱交の描写

### 映画
乱交への参加は、性的空想として一広く共有されたものであり、そうした観客を狙って制作されるグループセックスを描く作品は、ポルノ映画において、ひとつのサブジャンルを形成している。
一般の映画でも乱交の様子が描写された場面のある作品はいろいろあり、例えば2013年の映画『ウルフ・オブ・ウォールストリート』はその一例である。
スタンリー・キューブリック監督の遺作となった1999年の映画『アイズ ワイド シャット』では、主人公が目撃する乱交パーティーが、ストーリー展開の大きな要素となっている。

### テレビドラマ
2004年12月にアメリカ合衆国で放送されたテレビドラマ『WITHOUT A TRACE/FBI 失踪者を追え!』シーズン3のエピソード「ジャックの長い一日」では、十代の青少年が乱交パーティーをしていると見える場面が放送されたとして、視聴者から連邦通信委員会に苦情が寄せられた。2006年3月に連邦通信委員会はこの番組を放送した111局に対し、分担して総額363万ドルの罰金を支払うことを命じた。

### 写真
マドンナは、1992年に発表した写真集『SEX』に乱交の場面を盛り込んでおり、その撮影はニューヨークのチェルシーホテル622号室でおこなわれた。

### 演劇
2006年に第50回岸田國士戯曲賞を受賞した三浦大輔の戯曲『愛の渦』は、乱交パーティーを舞台に展開する作品である。上演に際しては、登場人物がバスタオルを身をつけて演じる。
2014年には、三浦自身が監督を務めた映画『愛の渦』が公開され、本編123分中、着衣のシーンが18分30秒のみということも話題となった。

### 小説
中国人作家である虹影は、天安門事件を描いた小説『裏切りの夏（背叛之夏）』の終盤に乱交パーティーの場面を設け、政治的抑圧とともに性的抑圧にも抗う主人公の女性芸術家が、乱交パーティーの最中に踏み込んだ警察に全裸のまま逮捕されるという顛末を描いた。

## 新聞広告における扱い
日本では、2000年に読売新聞が「家庭に配れぬ 扇情的な広告」として『週刊現代』（講談社）と『週刊アサヒ芸能』（徳間書店）の広告掲載を差し止めた広告掲載拒否があり、新聞業界全体でも同様の問題が広く論じられるようになった。
読売新聞は問題の表面化以前から、雑誌記事の表現を濃く掲載に際して修正していたが、そこでは「乱交」という表現は、「乱夜パーティー」、「乱宴」などと置き換えられていた。

## 関連文献
- Adkins, Lesley and Adkins, Roy A. (1998). Handbook to Life in Ancient Greece ISBN 0-19-512491-X
- Alexander, Timothy Jay (2007). Hellenismos Today ISBN 978-1-4303-1427-1
- Alexander, Timothy Jay (2007). A Beginner's Guide to Hellenismos ISBN 978-1-4303-2456-0
- Burnet, John (2005). Early Greek Philosophy ISBN 1-4021-9753-5
- Dillon, Matthew (2002). Girls and Women in Classical Greek Religion ISBN 0-415-20272-8
- Maffesoli, Michel (1993). The shadow of Dionysus: a contribution to the sociology of the orgy ISBN 978-0-7914-1239-8
- Persson, Martin (1970). The Minoan-Mycenaean Religion and Its Survival in Greek Religion ISBN 0-8196-0273-6
- Wilson, Nigel Guy Wilson (2005.) Encyclopedia of Ancient Greece ISBN 0-415-97334-1